# Pretoriaanse prefectuur van Illyricum

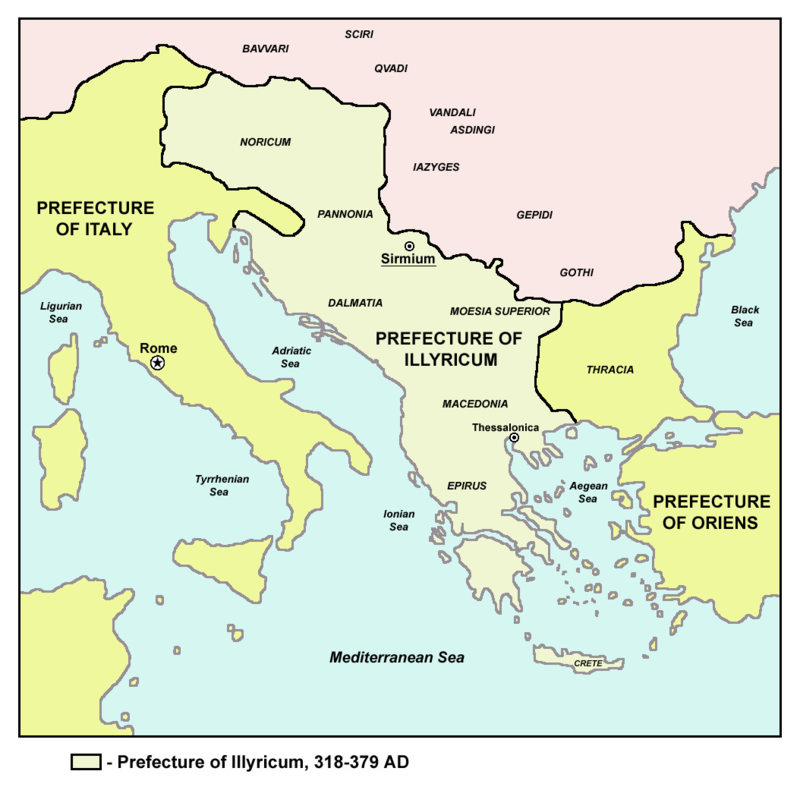
Pretoriaanse prefectuur van Illyricum

De pretoriaanse prefectuur van Illyricum of de pretoriaanse prefectuur van Illyrië werd gevormd in 357 ten tijde van keizer Constantius II en bleef bestaan tot de bestuurshervormingen onder Herakleios, weliswaar niet altijd in dezelfde geografische grootte. De hoofdstad was Sirmium.
De naam verwijst naar de Romeinse provincie Illyricum die gesplitst werd in de eerste eeuw na Christus.
Het omvatte ongeveer het Balkanschiereiland.